# Ole Rømer
Ole Rømer ili punim imenom Ole Christensen Rømer (25. rujna 1644., Aarhus – 19. rujna 1710., Copenhagen) je bio danski astronom koji je 1676. prvi izmjerio brzinu svjetlosti. Upravitelj zvjezdarnice i profesor matematike u Kopenhagenu. Prvi je odredio brzinu svjetlosti promatrajući ulazak Jupiterovih satelita u njegovu sjenu (okultacija) i izlazak iz nje, na temelju poznate udaljenosti Jupitera i razlike u vremenu početka i kraja pomrčine satelita od proračunane vrijednosti. Zakašnjenje tih pojava ispravno je pripisao vremenu potrebnomu da svjetlost stigne do Zemlje. Do tada se smatralo da se svjetlost giba beskonačno velikom brzinom, to jest da je svaka pojava bez obzira na udaljenost vidljiva u istom trenutku kada se dogodila. Poznat je i po izumu Rømerove temperaturne ljestvice.

## Astronomska metoda mjerenja brzine svjetlosti
Ole Rømer je 1675. ustanovio da trenuci opažanja okultacija (kad se nebesko tijelo, gledano sa Zemlje, skriva iza drugog) Jupiterovih satelita (primjer je Io) ovise o brzini širenja svjetlosti. Do tada se smatralo da se svjetlost prenosi s beskonačnom brzinom. Kada se Zemlja nalazi u položaju 1. (vidi sliku dolje), promatrač nalazi da do okultacija dolazi u jednakim vremenskim razmacima, tada se Zemlja niti približava niti udaljava od Jupitera. U položaju 2. Zemlja se udaljava od Jupitera, a promatrač nalazi da trenuci okultacije kasne. Razlog je u tome što je svjetlosti potrebno dodatno vrijeme da prevali povećanu udaljenost do Zemlje. Zamislimo da smo najprije promatrali okultacije u položaju 1., te da smo se premjestili zajedno sa Zemljom u položaj 3., a da putem nismo promatrali okultacije! Znajući u kojim su se razmacima vremena okultacije pojavljivale u položaju 1., predvidjeli bismo vrijeme okultacije kada se nađemo u položaju 3. No do nje ne bi dolazilo još toliko vremena koliko je svjetlosti potrebno da prevali udaljenost od položaja Zemlje 1. do položaja Zemlje 3, a to je duljina 2a. Rømer je izmjerio da ukupno kašnjenje iznosi oko t = 1 000 sekundi. Za brzinu svjetlosti izlazi:
{\displaystyle c={\frac {2\cdot a}{t}}\!}
gdje je: c – brzina svjetlosti, a – udaljenost Zemlje od Sunca, t – vrijeme kašnjenja svjetlosti.
Brojčana vrijednost brzine svjetlosti izravno ovisi o točnosti s kojom je poznata srednja udaljenost do Sunca (u ono vrijeme poznata kao 140 milijuna kilometara). Zapazimo da omjer brzine svjetlosti i brzine Zemlje ne ovisi o srednjoj udaljenosti do Sunca. Naime, kako je brzina gibanja Zemlje po stazi jednaka v = 2aπ / Z, gdje je Z siderička godina, to je:
{\displaystyle {\frac {c}{v}}\,=\,{\frac {Z}{t\cdot \pi }}\!}
gdje je: c – brzina svjetlosti, v = brzina gibanja Zemlje, a – udaljenost Zemlje od Sunca, Z - siderička godina Zemlje, π = 3,14, t – vrijeme kašnjenja svjetlosti.
Rømer je vršio mjerenja oko 8 godina i omjer c : v je izašao oko 7 600. Današnje vrijednosti su 299 792 km/s : 29,8 km/s ≈ 10 100. Ustvari Rømer nije napravio nikakav proračun i nije procijenio brzinu svjetlosti. Na osnovu njegovih mjerenja to je obavio Christiaan Huygens i on je dobio za oko 25% manju vrijednost nego što su današnja mjerenja. Značajno je da je Rømer dokazao da je brzina svjetlosti konačna. Njegovi rezultati nisu u početku prihvaćeni sve dok James Bradley 1727. nije otkrio aberaciju svjetlosti. 1809. francuski astronom Jean-Baptiste Joseph Delambre je ponovio Rømerova mjerenja, koja su tada obavljena s mnogo točnijim mjernim instrumentima i dobio za brzinu svjetlosti oko 300 000 km/s. On je ustvari izmjerio da svjetlost putuje sa Sunca do Zemlje 8 minuta i 12 sekundi (stvarna vrijednost je 8 minuta i 19 sekundi).